# Vanja Marković
Vanja Marković (Belgrád, 1994. június 20. –) szerb labdarúgó, középpályás.

## Pályafutása

### Klubcsapatokban
Marković a holland VVV-Venlo és a szerb FK Partizan akadémiáin nevelkedett. 2013 és 2017 között a lengyel élvonalbeli Korona Kielce játékosa volt. A 2017-2018-as szezont az Európa-liga-résztvevő macedón FK Vardar csapatánál töltötte. A 2018-2019-es szezonban a portugál élvonalbeli SC Farense csapatában húsz bajnoki mérkőzésen lépett pályára. 2019 novemberében szerződtette őt a magyar élvonalbeli Kaposvári Rákóczi, melynek színeiben november 23-án debütált a Mezőkövesd ellen. A magyar első osztályban mindössze 25 percet játszott, 2020 februárjában a grúz Torpedo Kutaiszi csapatában folytatta pályafutását.

### A válogatottban
Marković 2012-ben egy alkalommal pályára lépett a szerb U19-es válogatottban egy Oroszország elleni felkészülési mérkőzésen.